# FUBAR (televíziós sorozat)
A FUBAR 2023-tól vetített amerikai akciósorozat, amelyet Nick Santora alkotott. A főbb szerepekben Arnold Schwarzenegger, Monica Barbaro, Milan Carter, Gabriel Luna és Fortune Feimster látható.
Amerikában és Magyarországon 2023. május 25-én mutatta be a Netflix.
2023 júniusában berendelték a második évadot.
2025 augusztusában törölték a sorozatot.

## Ismertető
Luke Brunner és lánya, Emma évek óta hazudnak egymásnak, egyikük sem tudja, hogy a másik CIA-ügynök. Amikor mindketten megtudják az igazságot, rájönnek, hogy valójában semmit sem tudnak egymásról. A feletteseik arra kötelezik őket, hogy együtt dolgozzanak veszélyes műveleteken, ami kihívásokhoz vezet, amikor Luke gyermekként kezeli Emmát, és amikor túlzottan aggódik a lány biztonságáért és a kapcsolati konfliktusokért.

## Szereplők

### Főszereplők
| Szereplők                         | Színész               | Magyar hang        | Leírás                                                                                          |
| --------------------------------- | --------------------- | ------------------ | ----------------------------------------------------------------------------------------------- |
| Luke Brunner                      | Arnold Schwarzenegger | Reviczky Gábor     | Apa-lánya páros, akik mindketten CIA-ügynökök                                                   |
| Emma Bartholomina Brunner         | Monica Barbaro        | Széles Flóra       | Apa-lánya páros, akik mindketten CIA-ügynökök                                                   |
| Bartholomew Tiberius "Barry" Putt | Milan Carter          | Jéger Zsombor      | Luke csapatának CIA műszaki műveleti tisztje.                                                   |
| Boro Polonia                      | Gabriel Luna          | Orosz Ákos         | Fegyverkereskedő.                                                                               |
| Ruth "Roo" Russell                | Fortune Feimster      | Peller Mariann     | Luke csapatának CIA ügynöke.                                                                    |
| Aldon C. Reese                    | Travis Van Winkle     | Hajdu Tibor        | Luke csapatának CIA ügynöke.                                                                    |
| Tallulah "Tally" Brunner          | Fabiana Udenio        | Tóth Enikő         | Luke volt felesége és Emma édesanyja.                                                           |
| Carter Perlmutter                 | Jay Baruchel          | Hamvas Dániel      | Emma barátja, aki óvóbácsi.                                                                     |
| Dot                               | Barbara Eve Harris    | Radó Denise        | A CIA regionális igazgatója, aki megbízta Luke-ot és Emmát, hogy csapatként dolgozzanak együtt. |
| Tina Mukerji                      | Aparna Brielle        | Tenki Dalma        | Az NSA adatelemzője.                                                                            |
| Donatello "Donnie" Luna           | Andy Buckley          | Csankó Zoltán      | Tally barátja.                                                                                  |
| Theodore "Theo" Chips             | Guy Brunet            | Rajkai Zoltán      | Volt MI6 ügynök, aki Gretaval dolgozik, és Emmához romantikus szálak fűzik.                     |
| Greta Nelso                       | Carrie-Anne Moss      | Nagy-Kálózy Eszter | Volt keletnémet kém és Luke egykori szerelme.                                                   |

### Mellékszereplők
| Szereplők         | Színész          | Magyar hang   | Leírás                                                                                       |
| ----------------- | ---------------- | ------------- | -------------------------------------------------------------------------------------------- |
| Oscar Brunner     | Devon Bostick    | Mohai Tamás   | Luke és Tally fia és Emma testvére.                                                          |
| Sandy             | Stephanie Sy     | N/A           | Oscar felesége.                                                                              |
| Dr. Louis Pfeffer | Scott Thompson   | Kassai Károly | Pszichológus, akit Dot hozott, hogy vezesse le Luke és Emma kötelező közös terápiás üléseit. |
| Romi Brunner      | Rachel Lynch     | Nem beszél    | Oscar és Sandy lánya.                                                                        |
| Canon Khan        | David Chinchilla |               | Boro jobb keze.                                                                              |
| A Nagy Dán        | Adam Pally       |               | CIA ügynök, aki Törökországban raboskodik.                                                   |
| Reed              | Enrico Colantoni |               | Dot halálát követően az új CIA regionális igazgató.                                          |

### Magyar változat
- Magyar szöveg: Béres Zsombor
- Hangmérnök: Mihályfi Kristóf (1. évad), Fogas Ákos (2. évad)
- Vágó: Simkóné Varga Erzsébet
- Gyártásvezető: Hódos Edina
- Szinkronrendező: Majoros Eszter
- Produkciós vezető: Popa Kinga

A szinkront a Mafilm Audio Kft. készítette.

## Epizódok

### 1. évad (2023)
| Sor. | Év. | Cím                                               | Rendező           | Író                                | Premier         |
| ---- | --- | ------------------------------------------------- | ----------------- | ---------------------------------- | --------------- |
| 1.   | 1.  | Hozd be a lányod (Take Your Daughter to Work Day) | Phil Abraham      | Nick Santora                       | 2023. május 25. |
| 2.   | 2.  | Vonatrablás (Stole Train)                         | Holly Dale        | Scott Sullivan                     | 2023. május 25. |
| 3.   | 3.  | Cseles csali (Honeyplot)                          | Holly Dale        | Adam Higgs                         | 2023. május 25. |
| 4.   | 4.  | Dán Dog (Armed & Dane-gerous)                     | Steven A. Adelson | Penny Cox                          | 2023. május 25. |
| 5.   | 5.  | Velős kérdés (Here Today, Gone To-Marrow)         | Steven A. Adelson | Cait Duffy                         | 2023. május 25. |
| 6.   | 6.  | Kedvező lapjárás (Royally Flushed)                | Phil Abraham      | Scott Sullivan és Lillian Wang     | 2023. május 25. |
| 7.   | 7.  | Nyilvános befolyás (Urine Luck)                   | Stephen Surjik    | Adam Higgs és Michael J. Gutierrez | 2023. május 25. |
| 8.   | 8.  | Ennyi, és annyi (That's It And That's All)        | Stephen Surjik    | Nick Santora                       | 2023. május 25. |

### 2. évad (2025)
| Sor. | Év. | Cím                                                             | Rendező        | Író                                  | Premier          |
| ---- | --- | --------------------------------------------------------------- | -------------- | ------------------------------------ | ---------------- |
| 9.   | 1.  | Kicsi a rakás (Fullest House)                                   | Phil Abraham   | Nick Santora                         | 2025. június 12. |
| 10.  | 2.  | Greta szelleme (Highly Re-Greta-Ble)                            | Phil Abraham   | Adam Higgs                           | 2025. június 12. |
| 11.  | 3.  | Tango és reccs (Tango and Smash)                                | Phil Abraham   | Scott Sullivan                       | 2025. június 12. |
| 12.  | 4.  | Asztroneuta (Astro-Not)                                         | Jeff T. Thomas | Seth Cohen és Amy Pocha              | 2025. június 12. |
| 13.  | 5.  | A mélység tripje (Trippin' the Abyss)                           | Jeff T. Thomas | Penny Cox                            | 2025. június 12. |
| 14.  | 6.  | Penny Oposszum Pizzapokalipszis (Penny Possum's Pizzapocalypse) | Jeff T. Thomas | Cait Duffy                           | 2025. június 12. |
| 15.  | 7.  | Gátlástalanság (Dam It)                                         | M. J. Bassett  | Lillian Wang és Michael J. Gutierrez | 2025. június 12. |
| 16.  | 8.  | Még egy tánc (Let's Twist Again)                                | Phil Abraham   | Adam Higgs és Scott Sullivan         | 2025. június 12. |

## A sorozat készítése
A Skydance Television bejelentette, hogy egy cím nélküli kémsorozatot fejleszt Arnold Schwarzenegger számára. 2020-ban nem sokkal később Monica Barbaro kapta meg a főszerepet Schwarzeneggerrel. A Netflix még novemberben elnyerte a projekt jogait, és 2021 májusára nyolc epizódot rendelt be a sorozatból. A gyártás alatt a sorozat az Utap és a FUBAR munkacímeket használta.
A forgatás 2022 áprilisában kezdődött Antwerpenben, a Grote Markt környékén. További forgatásokra került sor Torontoban. 2022 szeptemberében a forgatás befejeződött.